# Episodi di Alice Nevers - Professione giudice (nona stagione)
La nona stagione della serie televisiva Alice Nevers - Professione giudice è composta da sei episodi di circa 52 minuti, trasmessi per la prima volta da TF1 dal 20 gennaio al 3 febbraio 2011.
In Italia, è stata trasmessa la prima volta dal 17 settembre al 1º ottobre 2019 su Giallo.
| nº | Titolo originale     | Titolo italiano        | Prima TV Francia | Prima TV Italia   |
| -- | -------------------- | ---------------------- | ---------------- | ----------------- |
| 1  | À la folie           | Scelte                 | 20 gennaio 2011  | 17 settembre 2019 |
| 2  | Tarif étudiante      | Il prezzo dello studio | 20 gennaio 2011  | 17 settembre 2019 |
| 3  | Un amour interdit    | Un amore proibito      | 27 gennaio 2011  | 24 settembre 2019 |
| 4  | Réparation           | Riparazione            | 27 gennaio 2011  | 24 settembre 2019 |
| 5  | Une ombre au tableau | Un'ombra sul quadro    | 3 febbraio 2011  | 1º ottobre 2019   |
| 6  | Permis de tuer       | Licenza di uccidere    | 3 febbraio 2011  | 1º ottobre 2019   |

## Scelte
- Titolo originale: À la folie
- Diretto da: René Manzor
- Scritto da: Mathias Gavarry e René Manzor

### Trama
Una ragazza autistica viene trovata morta nel cuore della notte nell'atrio del palazzo dove vive sua sorella. Alice e Marquand apprendono che la vittima viveva in un istituto da cui, in teoria, è impossibile scappare. Lo stesso giorno, Alice fa visita a Mathieu in prigione e gli presenta per la prima volta suo figlio Paul.

## Il prezzo dello studio
- Titolo originale: Tarif étudiante
- Diretto da: René Manzor
- Scritto da: Catherine Hoffman e Bertrand Lorel

### Trama
Una studentessa muore spinta dall'alto di un soppalco nella biblioteca della sua scuola di legge. Alice scopre che la vittima viveva ben al di sopra delle sue possibilità, portando Marquand a credere che fosse una prostituta. Allo stesso tempo, arriva il padre di Alice per convincerla a cambiare vita e lasciare Parigi.

## Un amore proibito
- Titolo originale: Un amour interdit
- Diretto da: René Manzor
- Scritto da: Laurent Blin, Akima Seghir e René Manzor

### Trama
Un parroco di una comunità dell'India occidentale a Parigi, muore in circostanze misteriose mentre celebra un matrimonio. Gli inquirenti scoprono che la vittima aveva una compagna e una figlia sedicenne. Allo stesso tempo, Mathieu ha ottenuto un giorno di ferie e sorprende Alice.

## Riparazione
- Titolo originale: Réparation
- Diretto da: René Manzor
- Scritto da: Anne Kerlani, Francois Guillen e René Manzor

### Trama
Un venditore d'auto muore accoltellato dopo la sua lezione di squash, si scopre che lavorava alla concessionaria di moto responsabile dell'incidente che ha portato la moglie ad essere costretta su una sedia a rotelle. Allo stesso tempo, affinché Mathieu ottenga la libertà condizionale, Alice deve convincere Marquand a non fare il suo nome.

## Un'ombra sul quadro
- Titolo originale: Une ombre au tableau
- Diretto da: René Manzor
- Scritto da: Alice Chegaray-Breugnot e Pascal Perbet

### Trama
Un'insegnante di francese viene strangolata nel liceo dove insegna. Gli inquirenti scoprono che la giovane insegnante è stata filmata a sua insaputa, giorno e notte. Alice svolge le indagini da sola con Max perché Marquand è ancora in ospedale.

## Licenza di uccidere
- Titolo originale: Permis de tuer
- Diretto da: René Manzor
- Scritto da: Didier Le Pecheur

### Trama
Un autore di successo degli anni' 80 viene schiacciato nel compattatore di una discarica di automobili. Da parte sua, Alice decide di inviare il fascicolo sulla libertà vigilata di Mathieu al giudice.